# Alfred Brežnik
Alfred Brežnik, slovenski elektroinženir in častni generalni konzul Republike Slovenije v Avstraliji, * 17. maj 1937, Šentjur.

## Odlikovanja in nagrade
Leta 2001 je prejel srebrni častni znak svobode Republike Slovenije z naslednjo utemeljitvijo: »za zasluge v dobro Sloveniji, posebej še za prispevek v okviru projekta "Slovenija in Sidney 2000" v času Olimpijskih iger«.